# Heinz Werner Schwender
Heinz Werner Schwender (* 10. April 1909 in Wiesbaden-Biebrich; † 3. Dezember 1999) war ein deutscher Jurist. Zur Zeit des Nationalsozialismus war er Landrat im deutsch besetzten Polen. Im Distrikt Warschau war er als Kreishauptmann
an der Organisation des Holocaust beteiligt. In der Bundesrepublik Deutschland wurde er Ministerialrat im Wohnungsbauministerium.

## Leben
Schwender studierte von 1927 bis 1931 an der Ludwig-Maximilians-Universität München und der Johann Wolfgang Goethe-Universität Frankfurt am Main Rechtswissenschaft. 1928 wurde er Mitglied des Corps Isaria. Die beiden juristischen Staatsprüfungen legte er 1931 und 1935 ab und promovierte 1935. Er wurde SS-Mitglied und trat am 1. Mai 1933 der NSDAP bei, zwischen 1934 und 1938 war er NSDAP-Schulungsleiter. Seit 1937 war er beim Landratsamt Bad Freienwalde als Regierungsassessor tätig, seit dem 1. Juni 1938 bei der Preußischen Bau- und Finanzdirektion.
Mit Einrichtung des Generalgouvernements nach Beginn des Zweiten Weltkrieges wurde er ab dem 20. September 1939 Kreishauptmann im Kreis Łowicz im Distrikt Warschau unter dem Gouverneur Ludwig Fischer.
In seinem Kreis hatte Schwender die Ghettoisierung der gesamten jüdischen Bevölkerung bereits im Mai 1940 vollzogen und damit ein Modell für die Planung des Warschauer Ghettos geschaffen. Das Ghetto in Łowicz wurde mit Zäunen und Mauern vollständig abgeriegelt, es wurde ein Judenrat eingerichtet und ein Jüdischer Ordnungsdienst. „Es sei gelungen, das jüdische Element ganz klar zu beherrschen“, berichtete er im Oktober 1940 dem inspizierenden Generalgouverneur Hans Frank. Schwender war von einem starken Antisemitismus motiviert. Ab Januar 1941 wurden die ca. 18.000 Juden seines Kreises erneut vertrieben, nun in das Warschauer Ghetto, so dass Schwender im Februar 1941 feststellen konnte, dass bis auf einige Zwangsarbeiter sein Kreis praktisch „judenfrei“ sei. Die Konzentrierung der jüdischen Bevölkerung auf engstem Raum und die Ghettobildung war eine Voraussetzung der „Endlösung der Judenfrage“.
Schwender wurde Anfang 1943 zur Wehrmacht eingezogen, sein Nachfolger in Łowicz wurde Josef Krämer. Nach Kriegsende war er in sowjetischer und britischer Internierung. Bei der Entnazifizierung wurde er am 9. Oktober 1947 von der Spruchkammer freigesprochen. Seit 1950 war er Angestellter im Bonner Wohnungsbauministerium, zunächst unter Eberhard Wildermuth, und stieg dort zum Ministerialrat auf. Er publizierte in diesem Fachgebiet.

## Werke
- Wandlungen des Eigentumsbegriffes in der deutschen Rechtsauffassung und Gesetzgebung,  Schramberg  1936
- Erhaltenswerte Bausubstanz, mit Christian Farenholtz, Peter Foerster-Baldenius. Hamburg : Hammonia-Verlag 1980
- Wohnungsbaurecht, mit Joachim Fischer-Dieskau, Hans Günther Pergande.  Köln-Braunsfeld : R. Müller 1968, Loseblattausgabe
- Die zweite Berechnungsverordnung, mit Hans Günther Pergande. Köln-Braunsfeld : R. Müller 1964
- Abbaugesetz und Recht der Miet- und Lastenbeihilfen, mit Heinz Wormit. Köln : Heymann 1962
- Das zweite Wohnungsbaugesetz (Wohnungsbau- und Familienheimgesetz) vom 27. Juni 1956, mit Joachim Fischer-Dieskau, Hans Günther Pergande. Kommentar, Köln-Braunsfeld : R. Müller 1956
- Baulandbeschaffungsgesetz, mit Hans-Günther Pergande. Köln-Braunsfeld : R. Müller 1954
- Das erste Wohnungsbaugesetz des Bundes in der Fassung vom 25. August 1953 mit Joachim Fischer-Dieskau, Hans Günther Pergande. Kommentar, Köln-Braunsfeld : R. Müller 1953